# G-Eazy
G-Eazy, nome artístico de Gerald Earl Gillum (Oakland, 24 de maio de 1989), é um rapper, compositor e produtor musical americano. Seu álbum de estreia, Must Be Nice foi lançado em 26 de setembro de 2012. Seu segundo álbum, These Things Happen, foi lançado em 23 de junho de 2014. O álbum atingiu o número 3 na Billboard 200. Seu segundo álbum de estúdio, When It's Dark Out, foi lançado em 04 de dezembro de 2015. E Apresentou o single "Me, Myself & I", que alcançou o top 10 do Billboard Hot 100. Seu terceiro e mais recente álbum de estúdio, The Beautiful & Damned, foi lançado em 15 de dezembro de 2017.

## Início
Quando Gillum estava na primeira série, sua mãe deixou seu pai (que é um professor adjunto de arte no CSU Fresno). Gillum e seus irmãos mais novos, James e Noah, foram morar com seus avós em Berkeley, Califórnia. Mais tarde, mudou-se para North Oakland, embora Gillum continuou a frequentar sua escola em Berkeley.
Quando Gillum tinha cerca de 12 anos de idade, sua mãe começou a namorar uma mulher chamada Melissa Mills. Gillum inicialmente confuso e envergonhado, não pode compreender a mudança na vida pessoal de sua mãe. No entanto, ele chegou a aceitar Mills como parte da família e cresceu perto dela, Mills ficou deprimida devido às drogas que ela tomava para tratar seu transtorno maníaco depressivo. Um dia, Gillum ao voltar para casa e encontrou Mills morta por overdose. Ele detalha sua experiência no último verso de "Everything Will Be OK" em seu segundo álbum, When It's Dark Out.

## Carreira musical

### Início
G-Eazy começou como produtor musical, trabalhou em vários singles, enquanto ele ainda era um estudante da Loyola University em Nova Orleans. Em seguida, ele ganhou algum reconhecimento por ser parte da nova cena hip hop ao voltar para East Bay Area, juntando-se a artistas como Lil B, Crohn e The Cataracs. Durante seus primeiros anos, ele se tornou membro de um grupo de hip hop local, chamado "The Bay Boyz", que lançou várias músicas em sua página oficial do MySpace.
Em 2010, G-Eazy começou a ganhar popularidade quando teve a oportunidade de abrir o show de alguns artistas bem conhecidos, como Lil Wayne e Snoop Dogg.
As mixtapes de G-Eazy neste período de tempo foram recebidos com sucesso limitado. Em agosto de 2011, ele lançou The Endless Summer através de seu site oficial. A mixtape com samplers de várias canções, mais notavelmente uma versão atualizada do canção hit nº 1 em 1961 nos Estados Unidos "Runaround Sue", gravada por Dion DiMucci. Esta canção recebeu mais de quatro milhões de visualizações no YouTube. O vídeo da música "Runaround Sue" (com Devon Baldwin) foi dirigida por Tyler Yee. A mixtape conta com participações de Greg Banks, Erika Flowers e Devon Baldwin. Em novembro de 2011, Gillum embarcou em sua turnê nacional com Shwayze "My Life Is a Party" foi destaque no jogo Saints Row: The Third em uma estação de rádio do jogo.
Em de junho de 2012, G-Eazy realizou shows em todas as datas na anual Vans Warped Tour nos Estados Unidos. Em 25 de julho de 2012, a Excellent Adventure Tour foi anunciada, estrelando Hoodie Allen e G-Eazy. Os dois realizaram shows em cidades de todo os Estados Unidos, incluindo Pittsburgh, St. Louis, Columbus, Des Moines, New Orleans, Atlanta, Austin e Filadélfia. Em 26 de setembro de 2012, G-Eazy lançou seu primeiro álbum long play, Must Be Nice. O álbum, que foi completamente independente, sem rótulo, desembarcou em número 3 na iTunes Hip-Hop Chart.
Em 9 de Julho de 2013, G-Eazy, juntamente com 2 Chainz, abre o show de Lil Wayne na "America’s Most Wanted Tour". Em 15 de dezembro de 2013, G-Eazy e Master Chen B cantam "Lotta That" do álbum These Things Happen em New York City. Em 15 de janeiro de 2014, G-Eazy anunciou sua "These Things Happen Tour" com os artistas Rockie Fresh, KYLE e Tory Lanez. A turnê durou 40 datas em todo os Estados Unidos e Canadá, entre fevereiro e abril de 2014.

### 2014–15:These Things HappeneWhen It's Dark Out
Em 23 de Junho de 2014, G-Eazy lança seu primeiro álbum por uma grande gravadora, "These Things Happen". O álbum liderou a US Billboard's Hip-Hop/R&B and Top Rap Albums charts, também lhe valeu o posição de número 3 na Billboard 200 dos Estados Unidos e a Top Digital Albums Chart. O álbum já vendeu quase 265.000 cópias até à data. Em 21 de outubro de 2014, o G-Eazy embarcou em sua turnê esgotada "From the Bay to the Universe tour". A turnê viajou por todo o mundo para países como Austrália e Nova Zelândia. Esta foi a sua primeira turnê no exterior.
Durante o Verão de 2015, G-Eazy se apresentou em algumas das principais séries de festivais de música, incluindo Lollapalooza, Electric Forest Festival, Bonnaroo Music Festival, Outside Lands, Made in America, e Austin City Limits. Com a ascensão de sua carreira musical, G-Eazy também tomou interesse por moda pela co-criando com a Rare Panther uma coleção outono de 2015, e sendo nomeado top 10 entre os mais elegantes da New York Fashion Week em 2015 pela revista GQ.
O segundo álbum por uma gravadora de G-Eazy, "When It's Dark Out" foi lançado em 4 de dezembro de 2015. Em 6 de janeiro de 2016, G-Eazy lança sua segunda turnê mundial. A turnê terá apresentações nos Estados Unidos, Europa e Austrália. Seu single "Me, Myself & I", em colaboração com Bebe Rexha, chegou ao número 7 na Billboard Hot 100 dos Estados Unidos.

### 2017-18: The Beautiful & Damned
Em 14 de junho de 2017, G-Eazy anunciou através do Instagram e Twitter que seu próximo álbum de estúdio, The Beautiful & Damned, seria lançado no outono de 2017. Em 8 de novembro de 2017, o dia oficial do lançamento foi anunciado em 15 de dezembro, bem como um curta-metragem de acompanhamento.
Em 5 de dezembro de 2017, G-Eazy lançou seu segundo single de The Beautiful & Damned intitulado "Him & I" (com Halsey). Tornou-se um grande sucesso entre os fãs de G-Eazy e Halsey. 

## Vida Pessoal
Depois de se formar na escola secundária Berkeley High School, G-Eazy se mudou para Nova Orleans para estudar na Loyola University. Enquanto estudava, ele teve aulas de marketing, produção musical e negócios. Em 2011, G-Eazy se formou na Loyola University como "Bacharel em Estudos da indústria musical".

## Discografia
| Ano  | Detalhes do álbum | Ref.   |
| ---- | --- | ------ |
| 2009 | The Epidemic LP - Lançamento: 10 de julho de 2009 - Gravadora: Independente - Formato(s): Download digital                | [ 21 ] |
| 2012 | Must Be Nice - Lançamento: 26 de setembro de 2012 - Gravadora: Independente - Formato(s): CD e Download digital           | [ 22 ] |
| 2014 | These Things Happen - Lançamento: 23 de junho de 2014 - Gravadora: BPG, RVG, RCA - Formato(s): CD, LP e Download digital  | [ 23 ] |
| 2015 | When It's Dark Out - Lançamento: 4 de dezembro de 2015 - Gravadora: BPG, RVG, RCA - Formato(s): CD, LP e Download digital | [ 24 ] |

## Prêmios

### MTV Europe Music Awards
| Ano  | Nomeado | Prêmio                      | Resultado |
| ---- | ------- | --------------------------- | --------- |
| 2016 | G-Eazy  | Melhor Artista de Hip-Hop   | Nomeado   |
| 2017 | G-Eazy  | Artista Favorito de Hip-Hop | Ganhou    |